# Illusion (canción)
«Illusion» (en hangul, 도깨비불; romanización revisada, Dokkaebibul) es un sencillo promocional grabado por el grupo femenino surcoreano Aespa para su segundo EP titulado Girls. Fue lanzado el 1 de junio de 2022, por SM Entertainment y Warner Records como un prelanzamiento. Escrito por Lee Thor (Lalala Studio) y producido por G'harah «PK» Degeddingseze, Patricia Battani y Steve Octave, «Illusion» es una canción de hip hop, synth-pop, dance y EDM de «alta energía» con un estribillo contundente y elementos característicos del hyperpop.

## Antecedentes y lanzamiento
El 1 de junio de 2022, SM Entertainment anunció que Aespa lanzaría su segundo EP, titulado Girls, el 8 de julio. En el mismo comunicado, el grupo presentó «Illusion» como un prelanzamiento del EP, acompañada de un vídeo lírico con una estética futurista, el cual fue publicado ese mismo día. Este material marcó el primer lanzamiento del grupo bajo su contrato de grabación con Warner Records.

## Composición
«Illusion» fue escrita por Lee Thor (Lalala Studio), con la composición y los arreglos a cargo de G'harah «PK» Degeddingseze, Patricia «Tricia» Battani y Steve Octave. La canción fue descrita como una mezcla de hip hop, synth-pop, dance y EDM «de alta energía», caracterizada por un «bajo 808 y un sonido impactante que resuena en los oídos». Incluye elementos propios del hyperpop, como «percusión excéntrica con platillos y clics eléctricos que recuerdan a una xilografía». A nivel lírico, la canción refleja «el color único de Aespa», comparando el deseo de seducir y devorar al oponente con «el fuego de los goblins». La canción fue compuesta en la tonalidad de Re menor, con un tempo de 90 pulsaciones por minuto.

## Recepción crítica
La canción recibió críticas positivas por parte de los críticos musicales. Crystal Bell, de Nylon, la describió como «el canto de sirena del synthpop, con una línea de bajo deliciosamente sucia», y destacó cómo «resalta los encantos vocales de cada miembro». En Consequence of Sound, Mary Siroky la calificó como «una pista de alta energía» que ofrece «un ritmo vibrante y un estribillo pegajoso». Robin Murray, de Clash, la denominó como un «brillante regreso lleno de ganchos que se mantiene en una pista de synth-pop». En Billboard, el crítico S.B. señaló que la canción es «siniestra y continúa explorando el tema del ciberfuturismo del grupo». Mashable la incluyó en el puesto N.º11 de su lista de las «16 mejores canciones de K-pop de 2022 (hasta ahora)», comentando que, para marcar el inicio de su nueva era, Aespa lanzó «Illusion», un tema electrónico que se apoya en la vocación synth-pop del grupo y su afinidad por ganchos hipnóticos y pegajosos.
Kristine Kwak, de Rolling Stone, afirmó que la canción es «una desviación del sonido futurista y pesado de sintetizadores que caracteriza a Aespa» y la describió como «una favorita de los fans, y con razón». En su crítica para Beats Per Minute, Chase McMullen la etiquetó como «el tipo de música que tiene el poder de hacerte bailar en medio de un bar, sin preocuparte en absoluto por los espectadores mientras sigues cada uno de tus movimientos». Rhian Daly, de NME, la consideró «la mejor canción del álbum», destacando sus «versos minimalistas y oscuros que conducen a un estribillo hipnóticamente sutil».
| Crítico/Publicación | Lista                                                 | Posición | Ref.   |
| ------------------- | ----------------------------------------------------- | -------- | ------ |
| Amazon Music        | Lo mejor de 2022: K-Pop                               | 37º      |        |
| Consequence         | Las mejores 50 canciones de 2022                      | 35º      | [ 17 ] |
| Cosmopolitan        | Las mejores 15 canciones de K-pop de 2022             | 13º      | [ 18 ] |
| Deezer              | Éxitos del K-pop de 2022                              | Incluida | [ 19 ] |
| Hypebae             | Mejores canciones y vídeos musicales de K-Pop de 2022 | 18º      | [ 20 ] |
| MTV                 | Los mejores lados B del K-pop de 2022                 | 5º       | [ 20 ] |
| NME                 | Las mejores 25 canciones de K-pop de 2022             | 17º      | [ 20 ] |
| The Review Geek     | Las mejores 15 canciones de K-Pop de 2022             | Incluida | [ 21 ] |

## Posicionamiento en listas

### Listas semanales
| Lista (2022)                         | Mejor posición |
| ------------------------------------ | -------------- |
| Corea del Sur (Circle Digital Chart) | 14             |
| Estados Unidos (Global Excl. US)     | 150            |
| Singapur (RIAS Top Regional)         | 15             |
| Vietnam (Vietnam Hot 100)            | 39             |

### Lista mensual
| Lista (2022)                         | Mejor posición |
| ------------------------------------ | -------------- |
| Corea del Sur (Circle Digital Chart) | 16             |

## Historial de lanzamiento
| Región | Fecha              | Formato(s)                  | Distribudora(s)     |
| ------ | ------------------ | --------------------------- | ------------------- |
| Varios | 1 de junio de 2022 | Descarga digital, streaming | SM. Warner, Dreamus |